# Eurovision Song Contest 1982
Il ventisettesimo Gran Premio Eurovisione della Canzone si tenne a Harrogate (Regno Unito) il 24 aprile 1982.

## Storia
Nel 1982, la Francia fu assente perché si pensava che il “Gran Premio dell'Eurovisione” non avesse più nessun interesse, ma nel 1983 il pubblico francese obbligò la televisione di stato a ritornare nella competizione. Anche la Grecia non partecipò e il numero di partecipanti ritornò ad essere 18. Lo show si tenne nel Regno Unito ad Harrogate. Il cantante finlandese Kojo cercò di sorprendere il pubblico, colpendosi la testa, ma si piazzò all'ultimo posto con zero punti. La Germania Ovest si esibì per ultima e vinse il concorso per la prima volta; nella ripresa finale, la cantante Nicole, cantò il brano vincitore, Ein bißchen Frieden in quattro lingue diverse: tedesco, francese, inglese e olandese. L'Italia, anche quell'anno, decise di non partecipare all'Eurofestival.

## Stati partecipanti

Stati partecipanti
Paesi che hanno partecipato in passato ma non nel 1982

Stati partecipanti
     Paesi che hanno partecipato in passato ma non nel 1982
| Stato                       | Artista                     | Brano                    | Lingua       | Processo di selezione                         |
| --------------------------- | --------------------------- | ------------------------ | ------------ | --------------------------------------------- |
| Austria                     | Mess                        | Sonntag                  | Tedesco      | Finale nazionale, 25 marzo 1982               |
| Belgio                      | Stella Maessen              | Si tu aimes ma musique   | Francese     | Eurosong 1982, 21 febbraio 1982               |
| Cipro                       | Anna Vissi                  | Mono I Agapi             | Greco        | Interno                                       |
| Danimarca                   | Brixx                       | Video-video              | Danese       | Dansk Melodi Grand Prix 1982, 13 marzo 1982   |
| Finlandia                   | Kojo                        | Nuku pommiin             | Finlandese   | Euroviisukarsinta 1982, 19 febbraio 1982      |
| Germania                    | Nicole                      | Ein bißchen Frieden      | Tedesco      | Ein Lied für Harrogate, 20 marzo 1982         |
| Irlanda                     | The Duskeys                 | Here Today Gone Tomorrow | Inglese      | National Song Contest 1982, 14 marzo 1982     |
| Israele                     | Avi Toledano                | Hora                     | Ebraico      | Kdam Eurovision 1982, 3 aprile 1982           |
| Jugoslavia                  | Aska                        | Halo, halo               | Serbo-croato | Jugovizija 1982, 12 marzo 1982                |
| Lussemburgo                 | Svetlana                    | Cours après le temps     | Francese     | Interno                                       |
| Norvegia                    | Jahn Teigen & Anita Skorgan | Adieu                    | Norvegese    | Melodi Grand Prix 1982, 20 marzo 1982         |
| Paesi Bassi                 | Bill van Dijk               | Jij en ik                | Olandese     | Nationaal Songfestival 1982, 24 febbraio 1982 |
| Portogallo                  | Doce                        | Bem bom                  | Portoghese   | Festival da Canção 1982, 6 marzo 1982         |
| Regno Unito (organizzatore) | Bardo                       | One Step Further         | Inglese      | A Song For Europe 1982, 24 marzo 1982         |
| Spagna                      | Lucía                       | Él                       | Spagnolo     | Interno                                       |
| Svezia                      | Chips                       | Dag efter dag            | Svedese      | Melodifestivalen 1982, 27 febbraio 1982       |
| Svizzera                    | Arlette Zola                | Amour on t'aime          | Francese     | Concours Eurovision 1982, 28 gennaio 1982     |
| Turchia                     | Neco                        | Hani?                    | Turco        | Finale nazionale, 7 marzo 1982                |

### Artisti ritornanti
- Jahn Teigen (Norvegia 1978)
- Anita Skorgan (Norvegia 1977, Norvegia 1979)
- Sally Ann Triplett dal gruppo "Bardo" (Regno Unito 1980 - come una parte del gruppo "Prima Donna")
- Anna Vissi (Grecia 1980)
- Stella (Paesi Bassi 1970 - come una parte del gruppo "Hearts of Soul", Belgio 1977 - come una parte del gruppo "Dream Express")

## Struttura di voto
Ogni paese premia con dodici, dieci, otto e dal sette all'uno, punti per le proprie dieci canzoni preferite.

## Orchestra
Diretta dai maestri: Joan Amils (Svizzera), Anders Berglund (Svezia), Allan Botschinsky (Danimarca), Nanssi Silviu Brandes (Israele), Jean Claudric (Lussemburgo), Norbert Daum (Germania), Luis Duarte (Portogallo), Martyn Ford (Cipro), Ronnie Hazlehurst (Regno Unito), Noel Kelehan (Irlanda), Sigurd Jansen (Norvegia), Garo Mafyan (Turchia), Richard Österreicher (Austria), Ossi Runne (Finlandia), Jack Say (Belgio), Zvonimir Skerl (Jugoslavia), Rogier van Otterloo (Paesi Bassi) e Miguel Angel Varona (Spagna).

## Classifica
| N° | Stato       | Cantante                    | Canzone                   | Punti | Posizione |
| -- | ----------- | --------------------------- | ------------------------- | ----- | --------- |
| 01 | Portogallo  | Doce                        | Bem bom                   | 32    | 13        |
| 02 | Lussemburgo | Svetlana                    | Cours après le temps      | 78    | 6         |
| 03 | Norvegia    | Jahn Teigen & Anita Skorgan | Adieu                     | 40    | 12        |
| 04 | Regno Unito | Bardo                       | One Step Further          | 76    | 7         |
| 05 | Turchia     | Neco                        | Hani?                     | 20    | 15        |
| 06 | Finlandia   | Kojo                        | Nuku pommiin              | 0     | 18        |
| 07 | Svizzera    | Arlette Zola                | Amour on t'aime           | 97    | 3         |
| 08 | Cipro       | Anna Vissi                  | Mono i agapi              | 85    | 5         |
| 09 | Svezia      | Chips                       | Dag efter dag             | 67    | 8         |
| 10 | Austria     | Mess                        | Sonntag                   | 57    | 9         |
| 11 | Belgio      | Stella                      | Si tu aimes ma musique    | 96    | 4         |
| 12 | Spagna      | Lucía                       | Él                        | 52    | 10        |
| 13 | Danimarca   | Brixx                       | Video video               | 5     | 17        |
| 14 | Jugoslavia  | Aska                        | Halo, halo                | 21    | 14        |
| 15 | Israele     | Avi Toledano                | Hora                      | 100   | 2         |
| 16 | Paesi Bassi | Bill van Dijk               | Jij en ik                 | 8     | 16        |
| 17 | Irlanda     | The Duskeys                 | Here Today, Gone Tomorrow | 49    | 11        |
| 18 | Germania    | Nicole                      | Ein bißchen Frieden       | 161   | 1         |

12 punti
| N. | A           | Da                                                                                    |
| -- | ----------- | ------------------------------------------------------------------------------------- |
| 9  | Germania    | Cipro, Danimarca, Irlanda, Jugoslavia, Israele, Portogallo, Spagna, Svizzera, Turchia |
| 2  | Cipro       | Paesi Bassi, Norvegia                                                                 |
| 2  | Israele     | Finlandia, Germania                                                                   |
| 2  | Svizzera    | Belgio, Regno Unito                                                                   |
| 2  | Regno Unito | Austria, Lussemburgo                                                                  |
| 1  | Jugoslavia  | Svezia                                                                                |